# Christoph Haas (Fußballspieler)
Christoph Haas (* 23. Juli 1992 in Wien) ist ein österreichischer Fußballtorwart.

## Karriere
Haas begann seine Karriere beim SV Gerasdorf/Stammersdorf. 2006 wechselte er zum FC Stadlau. 2007 schloss er sich dem FC Waidhofen/Ybbs an. Zur Saison 2008/09 rückte er in den Kader der Zweitmannschaft von Waidhofen auf. Zur Saison 2010/11 wurde er in den Kader der Regionalligamannschaft hochgezogen. Im November 2010 debütierte er in der Regionalliga, als er am 13. Spieltag jener Saison gegen den ASK Baumgarten in der Startelf stand. Bis Saisonende kam Haas zu 15 Einsätzen in der Regionalliga Ost für Waidhofen.
Nach dem Rückzug von Waidhofen aus der Regionalliga wechselte er zur Saison 2011/12 in die Regionalliga Mitte zum SK Vorwärts Steyr. Für Steyr absolvierte er in jener Saison 29 Regionalligaspiele, allerdings musste er mit dem Verein zu Saisonende in die OÖ Liga absteigen. Daraufhin wechselte er im Sommer 2012 zurück in die Regionalliga Ost zum SKU Amstetten. Für Amstetten kam er in der Saison 2012/13 zu sechs Einsätzen in der Liga.
Zur Saison 2013/14 schloss er sich dem Ligakonkurrenten ATSV Ober-Grafendorf an. Für Ober-Grafendorf kam er in jener Saison zu 14 Einsätzen in der Regionalliga, aus welcher er mit dem Verein zu Saisonende jedoch absteigen musste. Daraufhin wechselte er zur Saison 2014/15 zu den drittklassigen Amateuren des SK Rapid Wien. Nach mehreren Jahren bei den Amateuren stand Haas im Februar 2017 gegen den FK Austria Wien schließlich erstmals im Kader der Profis.
Zur Saison 2017/18 rückte er schlussendlich fest in den Profikader von Rapid auf und erhielt einen bis Juni 2019 laufenden Vertrag. Für die Profis von Rapid sollte er jedoch zu keinem Einsatz kommen und so wechselte er im Jänner 2019 zum Zweitligisten SV Horn. Für Horn debütierte er im Februar 2019 in der 2. Liga, als er am 16. Spieltag der Saison 2018/19 gegen den FC Liefering in der Startelf stand.
Zur Saison 2019/20 wechselte er zum Bundesligisten FC Admira Wacker Mödling. In zwei Jahren bei der Admira kam er allerdings als zweiter bzw. ab 2020/21 gar nur noch dritter Tormann nie zum Einsatz. Für die Amateure kam er zu sechs Einsätzen in der Regionalliga. Nach der Saison 2020/21 verließ er die Niederösterreicher und wechselte zum Ligakonkurrenten SV Ried. Für Ried kam er zu zwei Einsätzen in der Bundesliga.
Zur Saison 2022/23 kehrte er zur inzwischen nur noch zweitklassigen Admira zurück, bei der er einen bis Juni 2024 laufenden Vertrag erhielt. In zwei Spielzeiten bei der Admira kam er zu 45 Zweitligaeinsätzen. Nach der Saison 2023/24 verließ er den Verein per Vertragsende und wechselte innerhalb der Liga zurück zu Rapid Wien II, wo er ein bis 2026 laufendes Arbeitspapier erhielt. Im August 2024 stand er erstmals wieder im Kader der ersten Mannschaft.

## Privates
Im Juni 2022 heiratete Haas in Schladming die ehemalige Miss Vienna und Miss Earth Austria Kimberly Budinsky, die mittlerweile als Sportjournalistin und Moderatorin bei Sky Sport Austria tätig ist und die er 2016 kennengelernt hatte.